# Coronel Macedo
Coronel Macedo este un oraș în São Paulo (SP), Brazilia.